# Zavanasco
Zavanasco (Zavanasch in dialetto milanese) è una frazione di Casarile: è posta ad est del centro abitato, oltre il Naviglio che lambisce il paese. Ha costituito un comune autonomo fino a metà dell'Ottocento.

## Storia
Zavanasco era un piccolo centro abitato del Milanese di antica origine, e confinava con Binasco a nord, Lacchiarella ad est, Ronchetto a sud, e Casarile ad ovest. Al censimento del 1751 la località fece registrare 202 residenti.
In età napoleonica, nel 1805, la popolazione era salita a 300 unità, ma nel 1809 il Comune di Zavanasco fu soppresso ed annesso per la prima volta a Casarile, località a sua volta incorporata a Binasco nel 1811; tutti i centri recuperarono comunque l'autonomia nel 1816, in seguito all'istituzione del Regno Lombardo-Veneto, seppur venendo spostati in Provincia di Pavia.
Furono in seguito gli stessi governanti tedeschi a riconoscere la necessità di una razionalizzazione della rete amministrativa della zona, e quindi il municipio fu definitivamente soppresso dagli austriaci nel 1842, venendo nuovamente unito a Casarile. Dopo un periodo di indecisione sul posizionamento della sede comunale, furono i Savoia al loro arrivo a optare per la più grande Casarile, riducendo definitivamente Zavanasco a frazione.